# 平教盛
平教盛（1128年—1185年）是日本平安時代末期平家一門的武將。他是平忠盛的第四子，為藤原家隆的女兒所生。他也是權臣平清盛的同父異母弟。平通盛、平教經之父。因其府邸位於六波羅的總門旁，因此被稱為門脇殿，或加上其所任官職稱為門脇宰相、門脇中納言。
平教盛在保元之亂中跟隨兄長平清盛，支持後白河天皇，因功得到了昇殿的許可。平治之亂中，源義朝和藤原信賴將後白河法皇、二條天皇拘禁在皇宮的內裏。教盛與平重盛、平賴盛一起攻打六波羅，救出了法皇和天皇。不久，教盛和賴盛逮捕了叛亂的藤原信賴，因功封越中守，後改敘正四位下常陸守。
教盛的母親是後白河法皇生母待賢門院的女房，因此教盛在平家一門中與法皇比較親近。而且與另一個弟弟平賴盛不同的是，教盛與清盛的關係比較不錯。1161年（應保元年）由於二條天皇與後白河法皇不和，天皇懷疑法皇將改立憲仁親王為帝，因此將法皇身邊的平教盛、平時忠和藤原成親三人同時罷官。翌年教盛復職，任能登守。
1168年（仁安3年）進正三位參議，人稱門脇宰相。1177年（安元3年）延曆寺僧人聚眾示威鬧事時曾負責警備的事務。同年發生鹿谷陰謀事件，法皇的近臣藤原成親、西光法師、俊寬僧都等人圖謀推翻平氏政權，但被揭發，全遭逮捕。由於藤原成親的兒子成經是教盛的女婿，教盛以辭官出家來威脅，迫使平清盛赦免他們的死罪，改為流放鬼界之島。同年中宮平德子即將分娩，教盛以安產祈願為由，建議大赦天下，藤原成經得以回到京都。
在1178年以仁王舉兵的時候，教盛擔任征討以仁王的大將。次年清盛逝世，平家轉衰。當時北陸道反對平家的木曾義仲勢力強盛，教盛和兄弟平賴盛、平經盛共同負責保衛京都的事務，其嫡子平通盛則被派往越前國防禦義仲，但被義仲擊敗。
1183年4月至5月期間，平家派平維盛為總大將征討源氏，在俱利伽羅峠被木曾義仲大敗。同年7月，平宗盛率平家族人倉皇逃出京都，避居讚岐國屋島。在屋島期間，1183年閏10月，平教盛與其兩子通盛、教經參加了水島之戰，大破源氏；11月，教盛隨平重衡參加室山之戰，擊破源行家，收復備前、播磨二國。1184年，平家趁源氏的木曾義仲和源賴朝不和之機攻打攝津國的福原，並派遣教盛父子鎮壓西國的叛亂。在1184年的除目儀式中，平宗盛授予了教盛正二位大納言的官位，但被教盛辭退了。同年平家在一之谷之戰中慘敗，教盛的兒子通盛、教經、業盛皆歿於行陣（另有教經生還並參加後來的壇之浦之戰的說法）。此後平家在屋島之戰戰敗，教盛隨平宗盛逃往長門國的彥島。1185年壇之浦之戰爆發，平家覆滅，二位尼懷抱安德天皇投海自盡。得知天皇的死訊後，教盛與兄長平經盛將身上的鎧甲扣在了一起，手牽著手一同投海自盡。享年58歲。
平教盛的女兒平教子是後鳥羽天皇寵妃藤原重子的生母。藤原重子則是後來順德天皇的母親。